# Средец (город)
Средец (болг. Средец) — город в Болгарии. Находится в Бургасской области, входит в общину Средец. Население составляет 8643 человека (2022).

## Политическая ситуация
Кмет (мэр) общины Средец — Тодор Пройков Станчев (Болгарская социалистическая партия (БСП)) по результатам выборов в правление общины.